# Miquel Roura i Pujol
Miquel Roura i Pujol (Sant Andreu de Palomar, Barcelona, Barcelonès, 1840 - Maó, Menorca, 1909) va ser un bibliotecari català.
Exercí com a bibliotecari a la Biblioteca Pública de Maó, havent publicat diversos treballs sobre aquesta: Índice de las obras que han ingresado en la Biblioteca de Mahón... (1883), Catálogo... (1885-1901), Reseña de los incunables..., entre d'altres. Es tractava, bàsicament, de catàlegs referits a la seva institució, que van ser impresos, d'acord amb la Diputació Provincial de les Balears, a càrrec dels fons provincials.